# Struma ovarii
Struma ovarii é um tumor do ovário, geralmente benigno e unilateral. Ele é uma variante de teratoma maduro, composta por mais de 50% de tecido tireoideano maduro. Corresponde a cerca de 1% de todos tumores de ovário e 2,7% dos teratomas maduros.

## Sinais e sintomas
As pacientes com Struma ovarii podem ser assintomáticas. Em algumas pode haver dor na região do baixo ventre, um tumor palpável ou sangramentos vaginais.
Também é possível que haja sinais de hipertireoidismo, já que o tumor pode produzir hormônios tireoideanos. Além disso pode se observar acúmulo de líquido na cavidade abdominal (ascite) e cavidade pleural (derrame pleural).

## Prognóstico
Por ser uma neoplasia benigna, o Struma ovarii apresenta um bom prognóstico. Em 2% dos casos, no entanto, pode ocorrer uma degeneração e desenvolvimento de câncer de tireoide do tipo papilífero.